# Élections présidentielles sous la Cinquième République dans les Alpes-Maritimes
Depuis l'adoption de la Constitution de la Cinquième République française en 1958, dix élections présidentielles ont eu lieu afin d'élire le président de la République. Cette page présente les résultats de ces élections dans les Alpes-Maritimes.

## Synthèse des résultats du second tour
Département conservateur, les Alpes-Maritimes votent traditionnellement plus à droite que la France. C'est en particulier le cas en 1981 et 2012 où le département a placé en tête respectivement Valéry Giscard d'Estaing (54,37 %) et Nicolas Sarkozy (64,31 %) alors qu'au niveau national ont été élus François Mitterrand (51,76 %) et François Hollande (51,64 %). En 2022, Emmanuel Macron obtient plus de 8 points de moins qu'au niveau national, Marine Le Pen approchant de la barre des 50 %
| année | Répartition des exprimés | Répartition des exprimés | Participation (% des inscrits) | Blancs ou nuls (% des votants) |

| 2022 | Emmanuel Macron (50,13 %) (France : 58,55 %) | Marine Le Pen (49,87 %) (France : 41,45 %) | 72,11 % (France : 71,99 %) | 5,00 % (France : 6,23 %) |

| 2017 | Emmanuel Macron (55,35 %) (France : 66,10 %) | Marine Le Pen (44,65 %) (France : 33,90 %) | 73,93 % (France : 77,77 %) | 1,56 % (France : 2,47 %) |

| 2012 | François Hollande (35,69 %) (France : 51,64 %) | Nicolas Sarkozy (64,31 %) (France : 48,36 %) | 79,42 % (France : 80,35 %) | 1,53 % (France : 5,82 %) |

| 2007 | Nicolas Sarkozy (68,08 %) (France : 53,06 %) | Ségolène Royal (31,92 %) (France : 46,94 %) | 83,04 % (France : 83,97 %) | 1,01 % (France : 4,20 %) |

| 2002 | Jacques Chirac (71,32 %) (France : 82,21 %) | J.-M. Le Pen (28,68 %) (France : 17,79 %) | 69,25 % (France : 79,71 %) | 2,31 % (France : 3,38 %) |

| 1995 | Jacques Chirac (65,48 %) (France : 52,64 %) | Lionel Jospin (34,52 %) (France : 47,36 %) | 75,56 % (France : 78,38 %) | 1,82 % (France : 2,81 %) |

| 1988 | François Mitterrand (40,95 %) (France : 54,02 %) | Jacques Chirac (59,05 %) (France : 45,98 % %) | 80,08 % (France : 81,35 %) | 1,28 % (France : 2,00 %) |

| 1981 | François Mitterrand (45,63 %) (France : 51,76 %) | Valéry Giscard d'Estaing (54,37 %) (France : 48,24 %) | 79,26 % (France : 81,09 %) | 1,37 % (France : 1,62 %) |

| 1974 | Valéry Giscard d'Estaing (53,65 %) (France : 50,81 %) | François Mitterrand (46,35 %) (France : 49,19 %) | 84,78 % (France : 84,23 %) | 0,87 % (France : 0,92 %) |

| 1969 | Georges Pompidou (51,64 %) (France : 58,21 %) | Alain Poher (48,36 %) (France : 41,79 %) | 76,28 % (France : 77,59 %) | 1,43 % (France : 1,29 %) |

| 1965 | Charles de Gaulle (50,48 %) (France : 55,20 %) | François Mitterrand (49,52 %) (France : 44,80 %) | 84,55 % (France : 84,75 %) | 1,17 % (France : 1,01 %) |

|  | ▲ |

## Résultats détaillés par scrutin

### 2022
Arrivé en tête du premier tour, le président sortant Emmanuel Macron (27,85 %) affronte Marine Le Pen (23,15 %), un duel identique à celui du scrutin de 2017. C'est la deuxième fois qu'un second tour opposant les mêmes candidats à deux scrutins présidentiels consécutifs a lieu après ceux où se sont affrontés Valéry Giscard d'Estaing et François Mitterrand en 1974 et 1981.
En troisième position avec 21,95 % des voix, Jean-Luc Mélenchon réalise le score le plus élevé de ses trois candidatures et arrive largement en tête de la gauche, mais échoue à accéder au second tour, avec environ 400 000 voix de moins que Marine Le Pen.
Une nouvelle fois, les partis politiques traditionnels sont absents du second tour, dans des proportions encore plus importantes que lors de la précédente élection. Le Parti socialiste et Les Républicains, représentés respectivement par Anne Hidalgo et Valérie Pécresse, s'effondrent avec des scores historiquement faibles et n'atteignent pas le seuil des 5 %, condition permettant d'être remboursé des frais de campagne.
Pour la première fois, les candidatures classées à l'extrême droite dépassent le seuil de 30 % des suffrages exprimés au premier tour tandis que les sondages d'opinion laissent annoncer un duel serré face au président sortant, la possibilité d'une victoire pour Marine Le Pen étant pour la première fois envisagée par ceux-ci.
Le second tour voit Emmanuel Macron l'emporter par 58,55 % des suffrages exprimés, permettant ainsi au président sortant d'entamer un second mandat. Le septennat ayant été aboli en 2000, il devient ainsi le premier président de la République française à être réélu pour un deuxième quinquennat, le deuxième président de la Cinquième République réélu hors période de cohabitation et le quatrième président de la Cinquième République réélu.
Dans les Alpes-Maritimes, Marine Le Pen arrive en tête du premier tour avec 26,65 % des exprimés, suivie de , Emmanuel Macron avec 25,00 %, Jean-Luc Mélenchon avec 16,53 %, Éric Zemmour avec 14,00 % et Valérie Pécresse avec 5,58 %. Au second tour, les électeurs ont voté à 50,13 % pour Emmanuel Macron contre 49,87 % pour Marine Le Pen avec un taux de participation de 72,11 % des inscrits.
| Candidats                | Candidats                | Partis                   | Premier tour | Premier tour | Second tour | Second tour |
| Candidats                | Candidats                | Partis                   | Voix         | %            | Voix        | %           |
| ------------------------ | ------------------------ | ------------------------ | ------------ | ------------ | ----------- | ----------- |
|                          | Marine Le Pen            | RN                       | 148 919      | 26,65        | 260 629     | 49,87       |
|                          | Emmanuel Macron          | LREM                     | 139 707      | 25,00        | 261 989     | 50,13       |
|                          | Jean-Luc Mélenchon       | LFI                      | 92 345       | 16,53        |             |             |
|                          | Éric Zemmour             | REC                      | 78 208       | 14,00        |             |             |
|                          | Valérie Pécresse         | LR                       | 31 260       | 5,59         |             |             |
|                          | Yannick Jadot            | EELV                     | 23 374       | 4,18         |             |             |
|                          | Nicolas Dupont-Aignan    | DLF                      | 13 307       | 2,38         |             |             |
|                          | Jean Lassalle            | RES                      | 12 767       | 2,28         |             |             |
|                          | Fabien Roussel           | PCF                      | 8 858        | 1,59         |             |             |
|                          | Anne Hidalgo             | PS                       | 5 414        | 0,97         |             |             |
|                          | Philippe Poutou          | NPA                      | 2 989        | 0,53         |             |             |
|                          | Nathalie Arthaud         | LO                       | 1 627        | 0,29         |             |             |
|                          |                          |                          |              |              |             |             |
| Votes valides            | Votes valides            | Votes valides            | 558 775      | 97,97        | 522 618     | 93,07       |
| Votes blancs             | Votes blancs             | Votes blancs             | 7 550        | 1,32         | 30 567      | 5,44        |
| Votes nuls               | Votes nuls               | Votes nuls               | 4 007        | 0,70         | 8 370       | 1,49        |
| Total                    | Total                    | Total                    | 570 332      | 100          | 561 555     | 100         |
| Abstention               | Abstention               | Abstention               | 208 250      | 26,75        | 217 148     | 27,89       |
| Inscrits / participation | Inscrits / participation | Inscrits / participation | 778 582      | 73,25        | 778 703     | 72,11       |

### 2017
Le premier tour de l'élection présidentielle de 2017 voit s'affronter onze candidats. Emmanuel Macron arrive en tête devant Marine Le Pen et tous deux se qualifient pour le second tour. Néanmoins, avec François Fillon et Jean-Luc Mélenchon, les scores des quatre candidats ayant recueilli le plus de voix sont serrés (4,43 points entre le 1er et le 4e). Pour la première fois, aucun des candidats des deux partis politiques pourvoyeurs jusque-là des présidents de la Ve République, n'est présent au second tour. Celui-ci se tient le dimanche 7 mai et se solde par la victoire d'Emmanuel Macron, avec un total de 20 753 798 bulletins de vote en sa faveur, soit 66,10 % des suffrages exprimés, face à la candidate du Front national, qui recueille 33,90 %. Le scrutin est néanmoins marqué par une forte abstention et par un record de votes blancs ou nuls. 
Dans les Alpes-Maritimes, Marine Le Pen arrive en tête du premier tour avec 27,75 % des exprimés, suivie de François Fillon avec 27,39 %, Emmanuel Macron avec 19,04 %, Jean-Luc Mélenchon avec 14,96 % et Nicolas Dupont-Aignan avec 4,28 %. Au second tour, les électeurs ont voté à 55,35 % pour Emmanuel Macron contre 44,65 % pour Marine Le Pen avec un taux de participation de 73,93 % des inscrits.
|             | FN          | Marine Le Pen         | 163 141 | 27,75 %    | 224 544 | 44,65 %    |  |  |
|             | LR          | François Fillon       | 161 036 | 27,39 %    |         |            |  |  |
|             | EM          | Emmanuel Macron       | 111 953 | 19,04 %    | 278 407 | 55,35 %    |  |  |
|             | LFi         | Jean-Luc Mélenchon    | 87 941  | 14,96 %    |         |            |  |  |
|             | DlF         | Nicolas Dupont-Aignan | 25 175  | 4,28 %     |         |            |  |  |
|             | PS          | Benoît Hamon          | 21 067  | 3,58 %     |         |            |  |  |
|             | UPR         | François Asselineau   | 6 067   | 1,03 %     |         |            |  |  |
|             | RES         | Jean Lassalle         | 5 262   | 0,9 %      |         |            |  |  |
|             | NPA         | Philippe Poutou       | 3 622   | 0,62 %     |         |            |  |  |
|             | LO          | Nathalie Arthaud      | 1 729   | 0,29 %     |         |            |  |  |
|             | SeP         | Jacques Cheminade     | 939     | 0,16 %     |         |            |  |  |
|             |             |                       |         |            |         |            |  |  |
|             |             |                       | Nombre  | % inscrits | Nombre  | % inscrits |  |  |
| Inscrits    | Inscrits    | Inscrits              | 761 761 |            | 761 780 |            |  |  |
| Abstentions | Abstentions | Abstentions           | 161 903 | 21,25 %    | 198 631 | 26,07 %    |  |  |
| Votants     | Votants     | Votants               | 599 858 | 78,75 %    | 563 149 | 73,93 %    |  |  |
|             |             |                       |         |            |         |            |  |  |
|             |             |                       |         | % votants  |         | % votants  |  |  |
| Blancs      | Blancs      | Blancs                | 9 089   | 1,19 %     | 47 784  | 6,27 %     |  |  |
| Nuls        | Nuls        | Nuls                  | 2 837   | 0,37 %     | 12 414  | 1,63 %     |  |  |
| Exprimés    | Exprimés    | Exprimés              | 587 932 | 77,18 %    | 502 951 | 66,02 %    |  |  |

### 2012
Hollande, désigné par le PS à la suite d'une primaire ouverte, devance Sarkozy dès le premier tour de l'élection présidentielle de 2012 : c'est la première fois qu'un président sortant est ainsi devancé. Au second tour, Sarkozy est battu mais par un écart plus faible qu'attendu.
Dans les Alpes-Maritimes, Nicolas Sarkozy arrive en tête du premier tour avec 37,19 % des exprimés, suivi de Marine Le Pen avec 23,5 %, François Fillon avec 19,21 %, Jean-Luc Mélenchon avec 8,49 % et François Bayrou avec 6,69 %. Au second tour, les électeurs ont voté à 35,69 % pour François Hollande contre 64,31 % pour Nicolas Sarkozy avec un taux de participation de 80,38 % des inscrits.
|                | UMP            | Nicolas Sarkozy       | 216 738 | 37,19 %    | 366 055 | 64,31 %    |  |  |
|                | FN             | Marine Le Pen         | 136 982 | 23,5 %     |         |            |  |  |
|                | PS             | François Hollande     | 111 990 | 19,21 %    | 203 117 | 35,69 %    |  |  |
|                | FG             | Jean-Luc Mélenchon    | 49 493  | 8,49 %     |         |            |  |  |
|                | MoDem          | François Bayrou       | 38 980  | 6,69 %     |         |            |  |  |
|                | EELV           | Eva Joly              | 12 556  | 2,15 %     |         |            |  |  |
|                | DLF            | Nicolas Dupont-Aignan | 9 241   | 1,59 %     |         |            |  |  |
|                | NPA            | Philippe Poutou       | 4 048   | 0,69 %     |         |            |  |  |
|                | LO             | Nathalie Arthaud      | 1 576   | 0,27 %     |         |            |  |  |
|                | S&P            | Jacques Cheminade     | 1 238   | 0,21 %     |         |            |  |  |
|                |                |                       |         |            |         |            |  |  |
|                |                |                       | Nombre  | % inscrits | Nombre  | % inscrits |  |  |
| Inscrits       | Inscrits       | Inscrits              | 745 288 |            | 745 493 |            |  |  |
| Abstentions    | Abstentions    | Abstentions           | 153 383 | 20,58 %    | 146 254 | 19,62 %    |  |  |
| Votants        | Votants        | Votants               | 591 905 | 79,42 %    | 599 239 | 80,38 %    |  |  |
|                |                |                       |         |            |         |            |  |  |
|                |                |                       |         | % votants  |         | % votants  |  |  |
| Blancs ou nuls | Blancs ou nuls | Blancs ou nuls        | 9 063   | 1,53 %     | 30 067  | 5,02 %     |  |  |
| Exprimés       | Exprimés       | Exprimés              | 582 842 | 98,47 %    | 569 172 | 98,47 %    |  |  |

### 2007
Au premier tour de l'élection présidentielle de 2007, Sarkozy réussit à capter une partie des voix de Le Pen et arrive largement en tête. Royal est la première femme qualifiée pour le second tour d'une élection présidentielle. Elle est battue avec une avance de 6 points.
Dans les Alpes-Maritimes, Nicolas Sarkozy arrive en tête du premier tour avec 43,59 % des exprimés, suivi de Ségolène Royal (17,9 %), François Bayrou (15,03 %), Jean-Marie Le Pen (13,47 %) et Olivier Besancenot (2,4 %). Au second tour, les électeurs ont voté à 68,08 % pour Nicolas Sarkozy contre 31,92 % pour Ségolène Royal avec un taux de participation de 84,05 % des inscrits.
|                | UMP            | Nicolas Sarkozy      | 258 626 | 43,59 %    | 399 120 | 68,08 %    |  |  |
|                | PS             | Ségolène Royal       | 106 216 | 17,9 %     | 187 169 | 31,92 %    |  |  |
|                | UDF            | François Bayrou      | 89 143  | 15,03 %    |         |            |  |  |
|                | FN             | Jean-Marie Le Pen    | 79 926  | 13,47 %    |         |            |  |  |
|                | LCR            | Olivier Besancenot   | 14 223  | 2,4 %      |         |            |  |  |
|                | MPF            | Philippe de Villiers | 10 883  | 1,83 %     |         |            |  |  |
|                | GPA            | Marie-George Buffet  | 10 533  | 1,78 %     |         |            |  |  |
|                | Les Verts      | Dominique Voynet     | 8 512   | 1,43 %     |         |            |  |  |
|                | SE             | José Bové            | 6 220   | 1,05 %     |         |            |  |  |
|                | LO             | Arlette Laguiller    | 4 545   | 0,77 %     |         |            |  |  |
|                | CPNT           | Frédéric Nihous      | 2 985   | 0,5 %      |         |            |  |  |
|                | CNRSP          | Gérard Schivardi     | 1 442   | 0,24 %     |         |            |  |  |
|                |                |                      |         |            |         |            |  |  |
|                |                |                      | Nombre  | % inscrits | Nombre  | % inscrits |  |  |
| Inscrits       | Inscrits       | Inscrits             | 102 955 |            | 103 043 |            |  |  |
| Abstentions    | Abstentions    | Abstentions          | 14 428  | 14,01 %    | 13 349  | 12,95 %    |  |  |
| Votants        | Votants        | Votants              | 88 527  | 85,99 %    | 89 694  | 87,05 %    |  |  |
|                |                |                      |         |            |         |            |  |  |
|                |                |                      |         | % votants  |         | % votants  |  |  |
| Blancs ou nuls | Blancs ou nuls | Blancs ou nuls       | 1 204   | 1,36 %     | 4 075   | 4,54 %     |  |  |
| Exprimés       | Exprimés       | Exprimés             | 87 323  | 98,64 %    | 85 619  | 95,46 %    |  |  |

### 2002
Après cinq années de cohabitation, un duel est attendu entre Chirac et le Premier ministre Jospin lors de l'élection présidentielle de 2002, mais, à la surprise générale, ce dernier est devancé par Le Pen au premier tour. Au second tour, Chirac bénéficie du ralliement de la gauche et reçoit un score sans précédent. Il s'agit de la première élection pour un mandat de cinq ans et non plus sept.
Dans les Alpes-Maritimes, Jean-Marie  Le Pen arrive en tête du premier tour avec 25,99 % des exprimés, suivi de Jacques  Chirac avec 21,97 %, Lionel  Jospin avec 12,18 %, François Bayrou avec 6,79 % et Alain Madelin avec 4,85 %. Au second tour, les électeurs ont voté à 71,32 % pour Jacques  Chirac contre 28,68 % pour Jean-Marie  Le Pen avec un taux de participation de 76,07 % des inscrits.
|                | FN             | Jean-Marie Le Pen       | 121 362 | 25,99 %    | 143 648 | 28,68 %    |  |  |
|                | RPR            | Jacques Chirac          | 102 588 | 21,97 %    | 357 143 | 71,32 %    |  |  |
|                | PS             | Lionel Jospin           | 56 868  | 12,18 %    |         |            |  |  |
|                | UDF            | François Bayrou         | 31 729  | 6,79 %     |         |            |  |  |
|                | DL             | Alain Madelin           | 22 671  | 4,85 %     |         |            |  |  |
|                | MC             | Jean-Pierre Chevènement | 22 634  | 4,85 %     |         |            |  |  |
|                | Les Verts      | Noël Mamère             | 22 388  | 4,79 %     |         |            |  |  |
|                | LO             | Arlette Laguiller       | 17 544  | 3,76 %     |         |            |  |  |
|                | PC             | Robert Hue              | 13 984  | 2,99 %     |         |            |  |  |
|                | LCR            | Olivier Besancenot      | 11 992  | 2,57 %     |         |            |  |  |
|                | MNR            | Bruno Mégret            | 11 825  | 2,53 %     |         |            |  |  |
|                | CPNT           | Jean Saint-Josse        | 11 430  | 2,45 %     |         |            |  |  |
|                | Cap21          | Corinne Lepage          | 8 283   | 1,77 %     |         |            |  |  |
|                | PRG            | Christiane Taubira      | 6 939   | 1,49 %     |         |            |  |  |
|                | FRS            | Christine Boutin        | 3 466   | 0,74 %     |         |            |  |  |
|                | PT             | Daniel Gluckstein       | 1 337   | 0,29 %     |         |            |  |  |
|                |                |                         |         |            |         |            |  |  |
|                |                |                         | Nombre  | % inscrits | Nombre  | % inscrits |  |  |
| Inscrits       | Inscrits       | Inscrits                | 690 348 |            | 690 131 |            |  |  |
| Abstentions    | Abstentions    | Abstentions             | 212 274 | 30,75 %    | 165 136 | 23,93 %    |  |  |
| Votants        | Votants        | Votants                 | 478 074 | 69,25 %    | 524 995 | 76,07 %    |  |  |
|                |                |                         |         |            |         |            |  |  |
|                |                |                         |         | % votants  |         | % votants  |  |  |
| Blancs ou nuls | Blancs ou nuls | Blancs ou nuls          | 11 034  | 2,31 %     | 24 204  | 4,61 %     |  |  |
| Exprimés       | Exprimés       | Exprimés                | 467 040 | 97,69 %    | 500 791 | 95,39 %    |  |  |

### 1995
Après une nouvelle cohabitation et alors que la droite est particulièrement divisée entre Chirac et le Premier ministre Balladur, Jospin réussit à arriver en tête au premier tour de l'élection présidentielle de 1995, malgré la très lourde défaite de la gauche aux législatives de 1993. Au second tour, il est battu par Chirac.
Dans les Alpes-Maritimes, Jacques Chirac arrive en tête du premier tour avec 22,48 % des exprimés, suivi de Jean-Marie Le Pen avec 22,48 %, Édouard Balladur avec 20,75 %, Lionel Jospin avec 16,36 % et Robert Hue avec 6,79 %. Au second tour, les électeurs ont voté à 65,48 % pour Jacques Chirac contre 34,52 % pour Lionel Jospin avec un taux de participation de 76,76 % des inscrits.
|                | RPR            | Jacques Chirac       | 113 545 | 22,48 %    | 321 442 | 65,48 %    |  |  |
|                | FN             | Jean-Marie Le Pen    | 113 543 | 22,48 %    |         |            |  |  |
|                | RPR            | Édouard Balladur     | 104 788 | 20,75 %    |         |            |  |  |
|                | PS             | Lionel Jospin        | 82 646  | 16,36 %    | 169 487 | 34,52 %    |  |  |
|                | PC             | Robert Hue           | 34 273  | 6,79 %     |         |            |  |  |
|                | MPF            | Philippe de Villiers | 22 786  | 4,51 %     |         |            |  |  |
|                | LO             | Arlette Laguiller    | 18 662  | 3,7 %      |         |            |  |  |
|                | Les Verts      | Dominique Voynet     | 13 724  | 2,72 %     |         |            |  |  |
|                | S&P            | Jacques Cheminade    | 1 064   | 0,21 %     |         |            |  |  |
|                |                |                      |         |            |         |            |  |  |
|                |                |                      | Nombre  | % inscrits | Nombre  | % inscrits |  |  |
| Inscrits       | Inscrits       | Inscrits             | 680 770 |            | 680 821 |            |  |  |
| Abstentions    | Abstentions    | Abstentions          | 166 388 | 24,44 %    | 158 195 | 23,24 %    |  |  |
| Votants        | Votants        | Votants              | 514 382 | 75,56 %    | 522 626 | 76,76 %    |  |  |
|                |                |                      |         |            |         |            |  |  |
|                |                |                      |         | % votants  |         | % votants  |  |  |
| Blancs ou nuls | Blancs ou nuls | Blancs ou nuls       | 9 351   | 1,82 %     | 31 697  | 6,06 %     |  |  |
| Exprimés       | Exprimés       | Exprimés             | 505 031 | 98,18 %    | 490 929 | 93,94 %    |  |  |

### 1988
Après deux ans de cohabitation, Mitterrand affronte le Premier ministre Chirac lors de l'élection présidentielle de 1988. Le Pen obtient au premier tour un score jusque-là sans précédent pour un parti d'extrême droite. Au second tour, Mitterrand est facilement réélu.
Dans les Alpes-Maritimes, François Mitterrand arrive en tête du premier tour avec 24,38 % des exprimés, suivi de Jacques Chirac avec 24,3 %, Jean-Marie Le Pen avec 24,24 %, Raymond Barre avec 14,97 % et André Lajoinie avec 6,19 %. Au second tour, les électeurs ont voté à 59,05 % pour Jacques Chirac contre 40,95 % pour François Mitterrand avec un taux de participation de 82,61 % des inscrits.
|                | PS                    | François Mitterrand | 125 028 | 24,38 %    | 212 528 | 40,95 %    |  |  |
|                | RPR                   | Jacques Chirac      | 124 581 | 24,3 %     | 306 473 | 59,05 %    |  |  |
|                | FN                    | Jean-Marie Le Pen   | 124 281 | 24,24 %    |         |            |  |  |
|                | SE                    | Raymond Barre       | 76 759  | 14,97 %    |         |            |  |  |
|                | PC                    | André Lajoinie      | 31 737  | 6,19 %     |         |            |  |  |
|                | Les Verts             | Antoine Waechter    | 15 533  | 3,03 %     |         |            |  |  |
|                | Communiste rénovateur | Pierre Juquin       | 7 643   | 1,49 %     |         |            |  |  |
|                | LO                    | Arlette Laguiller   | 6 006   | 1,17 %     |         |            |  |  |
|                | MPT                   | Pierre Boussel      | 1 191   | 0,23 %     |         |            |  |  |
|                |                       |                     |         |            |         |            |  |  |
|                |                       |                     | Nombre  | % inscrits | Nombre  | % inscrits |  |  |
| Inscrits       | Inscrits              | Inscrits            | 648 614 |            | 648 574 |            |  |  |
| Abstentions    | Abstentions           | Abstentions         | 129 183 | 19,92 %    | 112 764 | 17,39 %    |  |  |
| Votants        | Votants               | Votants             | 519 431 | 80,08 %    | 535 810 | 82,61 %    |  |  |
|                |                       |                     |         |            |         |            |  |  |
|                |                       |                     |         | % votants  |         | % votants  |  |  |
| Blancs ou nuls | Blancs ou nuls        | Blancs ou nuls      | 6 672   | 1,28 %     | 16 809  | 3,14 %     |  |  |
| Exprimés       | Exprimés              | Exprimés            | 512 759 | 98,72 %    | 519 001 | 96,86 %    |  |  |

### 1981
Lors de l'élection présidentielle de 1981, Giscard d'Estaing arrive en tête au premier tour et affronte, comme la fois précédente, Mitterrand. Pour la première fois, un président sortant est battu : Mitterrand devient le premier président de gauche de la Ve République.
Dans les Alpes-Maritimes, Valéry Giscard d'Estaing arrive en tête du premier tour avec 32,19 % des exprimés, suivi de François Mitterrand avec 21,16 %, Jacques Chirac avec 20,3 %, Georges Marchais avec 16,25 % et Brice Lalonde avec 3,74 %. Au second tour, les électeurs ont voté à 53,65 % pour Valéry Giscard d'Estaing contre 45,63 % pour François Mitterrand avec un taux de participation de 84,28 % des inscrits.
|                | UDF            | Valéry Giscard d'Estaing | 149 702 | 32,19 %    | 265 481 | 54,37 %    |  |  |
|                | PS             | François Mitterrand      | 98 426  | 21,16 %    | 222 790 | 45,63 %    |  |  |
|                | RPR            | Jacques Chirac           | 94 400  | 20,3 %     |         |            |  |  |
|                | PC             | Georges Marchais         | 75 563  | 16,25 %    |         |            |  |  |
|                | MEP            | Brice Lalonde            | 17 396  | 3,74 %     |         |            |  |  |
|                | MRG            | Michel Crépeau           | 7 766   | 1,67 %     |         |            |  |  |
|                | LO             | Arlette Laguiller        | 6 621   | 1,42 %     |         |            |  |  |
|                | Divers droite  | Marie-France Garaud      | 6 224   | 1,34 %     |         |            |  |  |
|                | Divers droite  | Michel Debré             | 5 769   | 1,24 %     |         |            |  |  |
|                | PSU            | Huguette Bouchardeau     | 3 196   | 0,69 %     |         |            |  |  |
|                |                |                          |         |            |         |            |  |  |
|                |                |                          | Nombre  | % inscrits | Nombre  | % inscrits |  |  |
| Inscrits       | Inscrits       | Inscrits                 | 594 882 |            | 594 894 |            |  |  |
| Abstentions    | Abstentions    | Abstentions              | 123 349 | 20,74 %    | 93 511  | 15,72 %    |  |  |
| Votants        | Votants        | Votants                  | 471 533 | 79,26 %    | 501 383 | 84,28 %    |  |  |
|                |                |                          |         |            |         |            |  |  |
|                |                |                          |         | % votants  |         | % votants  |  |  |
| Blancs ou nuls | Blancs ou nuls | Blancs ou nuls           | 6 470   | 1,37 %     | 13 112  | 2,62 %     |  |  |
| Exprimés       | Exprimés       | Exprimés                 | 465 063 | 98,63 %    | 488 271 | 97,38 %    |  |  |

### 1974
L'élection présidentielle de 1974 est une élection anticipée à la suite de la mort de Pompidou. Mitterrand, candidat unique de la gauche, est largement en tête au premier tour devant Giscard d'Estaing, qui distance lui-même Chaban-Delmas. Au terme d'une campagne animée, marquée par un débat télévisé tendu, Giscard d'Estaing l'emporte avec une très courte avance.
Dans les Alpes-Maritimes, François Mitterrand arrive en tête du premier tour avec 43,49 % des exprimés, suivi de Valéry Giscard d'Estaing avec 39,04 %, Jacques Chaban-Delmas avec 10,78 %, Jean Royer avec 2,05 % et René Dumont avec 1,27 %. Au second tour, les électeurs ont voté à 53,65 % pour Valéry Giscard d'Estaing contre 46,35 % pour François Mitterrand avec un taux de participation de 87,9 % des inscrits.
|                | PS             | François Mitterrand       | 169 029 | 43,49 %    | 185 968 | 46,35 %    |  |  |
|                | RI             | Valéry Giscard d'Estaing' | 151 753 | 39,04 %    | 215 292 | 53,65 %    |  |  |
|                | UDR            | Jacques Chaban-Delmas     | 41 899  | 10,78 %    |         |            |  |  |
|                | SE             | Jean Royer                | 7 987   | 2,05 %     |         |            |  |  |
|                | SE, écologiste | René Dumont               | 4 942   | 1,27 %     |         |            |  |  |
|                | FN             | Jean-Marie Le Pen         | 4 752   | 1,22 %     |         |            |  |  |
|                | LO             | Arlette Laguiller         | 4 171   | 1,07 %     |         |            |  |  |
|                | MDSF           | Émile Muller              | 1 658   | 0,43 %     |         |            |  |  |
|                | FCR            | Alain Krivine             | 968     | 0,25 %     |         |            |  |  |
|                | MFE            | Jean-Claude Sebag         | 734     | 0,19 %     |         |            |  |  |
|                | NAR            | Bertrand Renouvin         | 596     | 0,15 %     |         |            |  |  |
|                |                |                           |         |            |         |            |  |  |
|                |                |                           | Nombre  | % inscrits | Nombre  | % inscrits |  |  |
| Inscrits       | Inscrits       | Inscrits                  | 462 512 |            | 462 485 |            |  |  |
| Abstentions    | Abstentions    | Abstentions               | 70 405  | 15,22 %    | 55 945  | 12,1 %     |  |  |
| Votants        | Votants        | Votants                   | 392 107 | 84,78 %    | 406 540 | 87,9 %     |  |  |
|                |                |                           |         |            |         |            |  |  |
|                |                |                           |         | % votants  |         | % votants  |  |  |
| Blancs ou nuls | Blancs ou nuls | Blancs ou nuls            | 3 416   | 0,87 %     | 5 280   | 1,3 %      |  |  |
| Exprimés       | Exprimés       | Exprimés                  | 388 691 | 99,13 %    | 401 260 | 98,7 %     |  |  |

### 1969
L'élection présidentielle de 1969 est une élection anticipée à la suite de la démission de De Gaulle. La gauche se lance désunie dans la course et, bien que Duclos (PCF) manque de le devancer, c'est le président par intérim Poher qui accède au second tour face à l'ex-Premier ministre Pompidou. Alors que Duclos refuse d'appeler à voter au second tour pour « bonnet blanc ou blanc bonnet », Pompidou est finalement largement élu.
Dans les Alpes-Maritimes, Georges Pompidou arrive en tête du premier tour avec 39,06 % des exprimés, suivi de Alain Poher avec 29,42 %, Jacques Duclos avec 23,2 %, Gaston Defferre avec 3,31 % et Michel Rocard avec 2,44 %. Au second tour, les électeurs ont voté à 51,64 % pour Georges Pompidou contre 48,36 % pour Alain Poher avec un taux de participation de 68,37 % des inscrits.
|                | UDR            | Georges Pompidou | 125 270 | 39,06 %    | 138 523 | 51,64 %    |  |  |
|                | CD             | Alain Poher      | 94 352  | 29,42 %    | 129 702 | 48,36 %    |  |  |
|                | PC             | Jacques Duclos   | 74 424  | 23,2 %     |         |            |  |  |
|                | SFIO           | Gaston Defferre  | 10 610  | 3,31 %     |         |            |  |  |
|                | PSU            | Michel Rocard    | 7 837   | 2,44 %     |         |            |  |  |
|                | SE             | Louis Ducatel    | 4 595   | 1,43 %     |         |            |  |  |
|                | LC             | Alain Krivine    | 3 656   | 1,14 %     |         |            |  |  |
|                |                |                  |         |            |         |            |  |  |
|                |                |                  | Nombre  | % inscrits | Nombre  | % inscrits |  |  |
| Inscrits       | Inscrits       | Inscrits         | 426 582 |            | 426 204 |            |  |  |
| Abstentions    | Abstentions    | Abstentions      | 101 174 | 23,72 %    | 134 811 | 31,63 %    |  |  |
| Votants        | Votants        | Votants          | 325 408 | 76,28 %    | 291 393 | 68,37 %    |  |  |
|                |                |                  |         |            |         |            |  |  |
|                |                |                  |         | % votants  |         | % votants  |  |  |
| Blancs ou nuls | Blancs ou nuls | Blancs ou nuls   | 4 664   | 1,43 %     | 23 168  | 7,95 %     |  |  |
| Exprimés       | Exprimés       | Exprimés         | 320 744 | 98,57 %    | 268 225 | 92,05 %    |  |  |

### 1965
L'élection présidentielle de 1965 est la première élection au suffrage universel direct à la suite du référendum d'octobre 1962. De Gaulle est mis en ballottage, à la surprise générale, par Mitterrand, candidat unique de la gauche. La campagne du second tour est axée sur l'Europe et les relations internationales ainsi que sur l'armement nucléaire. De Gaulle est finalement réélu avec une large avance.
Dans les Alpes-Maritimes, Charles de Gaulle arrive en tête du premier tour avec 41,21 % des exprimés, suivi de François Mitterrand avec 28,35 %, Jean Lecanuet avec 14,9 %, Jean-Louis Tixier-Vignancour avec 12,51 % et Pierre Marcilhacy avec 1,84 %. Au second tour, les électeurs ont voté à 50,48 % pour Charles de Gaulle contre 49,52 % pour François Mitterrand avec un taux de participation de 82,87 % des inscrits.
|                | UNR            | Charles de Gaulle            | 140 830 | 41,21 %    | 165 877 | 50,48 %    |  |  |
|                | CIR            | François Mitterrand          | 96 884  | 28,35 %    | 162 699 | 49,52 %    |  |  |
|                | MRP            | Jean Lecanuet                | 50 935  | 14,9 %     |         |            |  |  |
|                | SE             | Jean-Louis Tixier-Vignancour | 42 760  | 12,51 %    |         |            |  |  |
|                | PLE            | Pierre Marcilhacy            | 6 303   | 1,84 %     |         |            |  |  |
|                | SE             | Marcel Barbu                 | 4 028   | 1,18 %     |         |            |  |  |
|                |                |                              |         |            |         |            |  |  |
|                |                |                              | Nombre  | % inscrits | Nombre  | % inscrits |  |  |
| Inscrits       | Inscrits       | Inscrits                     | 408 969 |            | 408 942 |            |  |  |
| Abstentions    | Abstentions    | Abstentions                  | 63 191  | 15,45 %    | 70 050  | 17,13 %    |  |  |
| Votants        | Votants        | Votants                      | 345 778 | 84,55 %    | 338 892 | 82,87 %    |  |  |
|                |                |                              |         |            |         |            |  |  |
|                |                |                              |         | % votants  |         | % votants  |  |  |
| Blancs ou nuls | Blancs ou nuls | Blancs ou nuls               | 4 038   | 1,17 %     | 10 316  | 3,04 %     |  |  |
| Exprimés       | Exprimés       | Exprimés                     | 341 740 | 98,83 %    | 328 576 | 96,96 %    |  |  |